# Kierz (Golędzinów)
Kierz – przysiółek wsi Golędzinów w Polsce, położony w województwie dolnośląskim, w powiecie trzebnickim, w gminie Oborniki Śląskie.
W latach 1975–1998 przysiółek administracyjnie należał do województwa wrocławskiego.